# Instituto Brasileiro de Análises Sociais e Econômicas
O Instituto Brasileiro de Análises Sociais e Econômicas (Ibase) é uma instituição sem fins lucrativos, sem vinculação religiosa ou partidária, que se define como uma organização de cidadania ativa. Foi fundada em 1981 pelo sociólogo Herbert de Souza, o Betinho, e os economistas Carlos Afonso e Marcos Arruda. Os três foram exilados políticos durante a ditadura militar.
Sua visão e motivação são:
- Os princípios e valores éticos da democracia e da sustentabilidade da vida e do planeta;
- A igualdade, direitos e emancipação social de todas e todos; e
- A promoção da justiça socioambiental e de territórios sustentáveis.

Organiza-se nas seguintes áreas de incidência (AI):
- Brasil, mudanças geopolíticas e desafios para a cidadania;
- Cidades, territórios, justiça socioambiental e cidadania;
- Democracia, debate público e reforma política;
- Disputa por outro desenvolvimento; e
- Universalização de políticas públicas e direitos.

Atualmente publica a revista quadrimestral Trincheiras, cujo objetivo é promover a reflexão e o debate sobre temas relacionados à cidadania, à democracia, à sustentabilidade e à justiça socioambiental. Além dessa revista, mantém o Canal Ibase, um site de notícias cujo objetivo é produzir reportagens, relatos e análises feitos pela equipe do Ibase e por outros indivíduos e organizações. 
O Ibase faz parte da história da internet brasileira por ter criado o Alternex, o primeiro provedor de acesso à internet no Brasil. Também organizou a Campanha da Fome, que se tornaria uma organização independente, a Ação da Cidadania contra a Fome, a Miséria e pela Vida. É apoiado por ONGs internacionais (Fundação Ford, Ajuda da Igreja Norueguesa, Pão para o Mundo), empresas brasileiras (Petrobras, Eletrobras Furnas) e doadores individuais (Amigos do Ibase).